# Palais de la bourse de Madrid
Le palais de la Bourse de Madrid (en espagnol : Palacio de la Bolsa de Madrid) est un bâtiment situé à Madrid, Espagne. Il a été déclaré Monument historique en 1992 et est actuellement le siège de la bourse de Madrid.

## Construction
En 1878, la construction d'un édifice définitif sur des terrains de l'État est approuvé sur l'espace jusqu'alors occupé par le théâtre El Dorado. Mais les travaux ne pouvaient pas commencer avant que le groupe qui en avait la charge ne réunisse 200 000 pesetas. Ils firent payer les visiteurs 50 centimes pour réunir ces fonds. En 1886, tout était prêt pour commencer la construction par l'architecte Enrique María Repullés y Vargas en 1884. Il présenta un projet inspiré de la bourse de Vienne de Theophil Edvard Freiherr von Hansen. Cependant, Repullés dut camoufler de son mieux la forme étrange et les irrégularités du terrain avant de lancer la construction. Les promoteurs tentèrent en vain de faire coïncider l'ouverture avec le quadricentenaire de la découverte des Amériques, mais la date d'inauguration du palais comme nouvel emplacement définitif de la bourse madrilène par la reine d'Espagne, Marie-Christine d'Autriche, n'eut lieu que le 7 mai 1893.
Son prix initial était évalué à 1 250 000 pesetas, l'une des constructions les plus économiques du moment. Cependant, ce prix occultait de nombreuses dépenses et le coût final officiel fut plus du double du prix initial 2 780 521,82 pesetas. Des sources évaluent ce prix à 2 963 047 pesetes. Le seul point tenu fut que toutes les entreprises employées étaient espagnoles.
Le prestigieux peintre Luis Taberner décora les toits et différentes salles autour du thème La Paix protège l'Espagne et le commerce. Il représenta les diverses provinces d'Espagne et factura ses services presque 22 000 pesetas et demanda 7 500 pesetas de plus pour décorer avec Francisco Molinelli le toit de la salle de réunion, une allégorie du commerce.

## Protection
Le bâtiment fait l’objet d’un classement en Espagne au titre de bien d'intérêt culturel depuis le 6 novembre 1992.

## Galerie

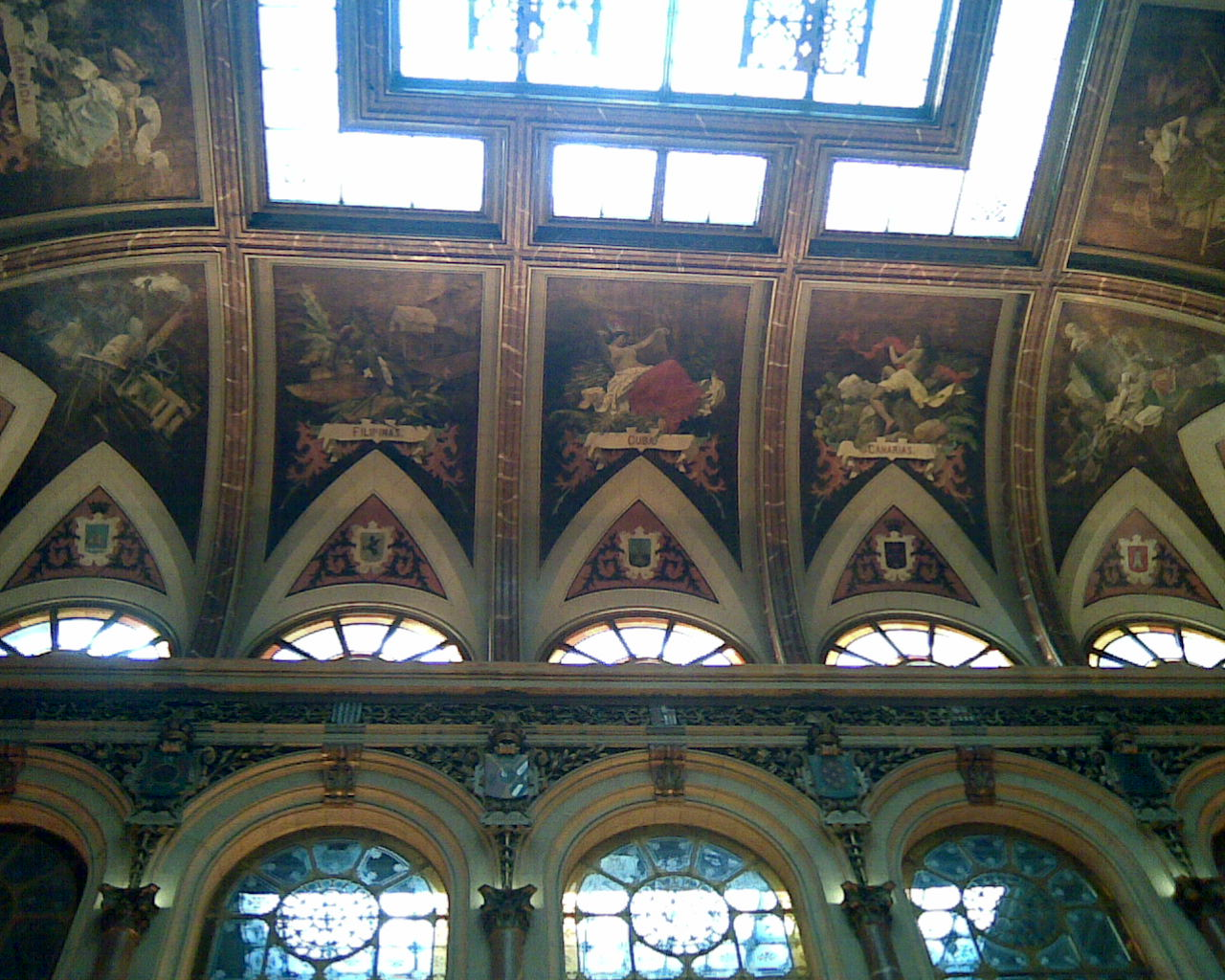
Peintures du plafond de la salle de la bourse de Madrid. Au bord de la claire-voie centrale on peut lire Filipinas, Cuba y Canarias ( Philippines, Cuba et Canaries)
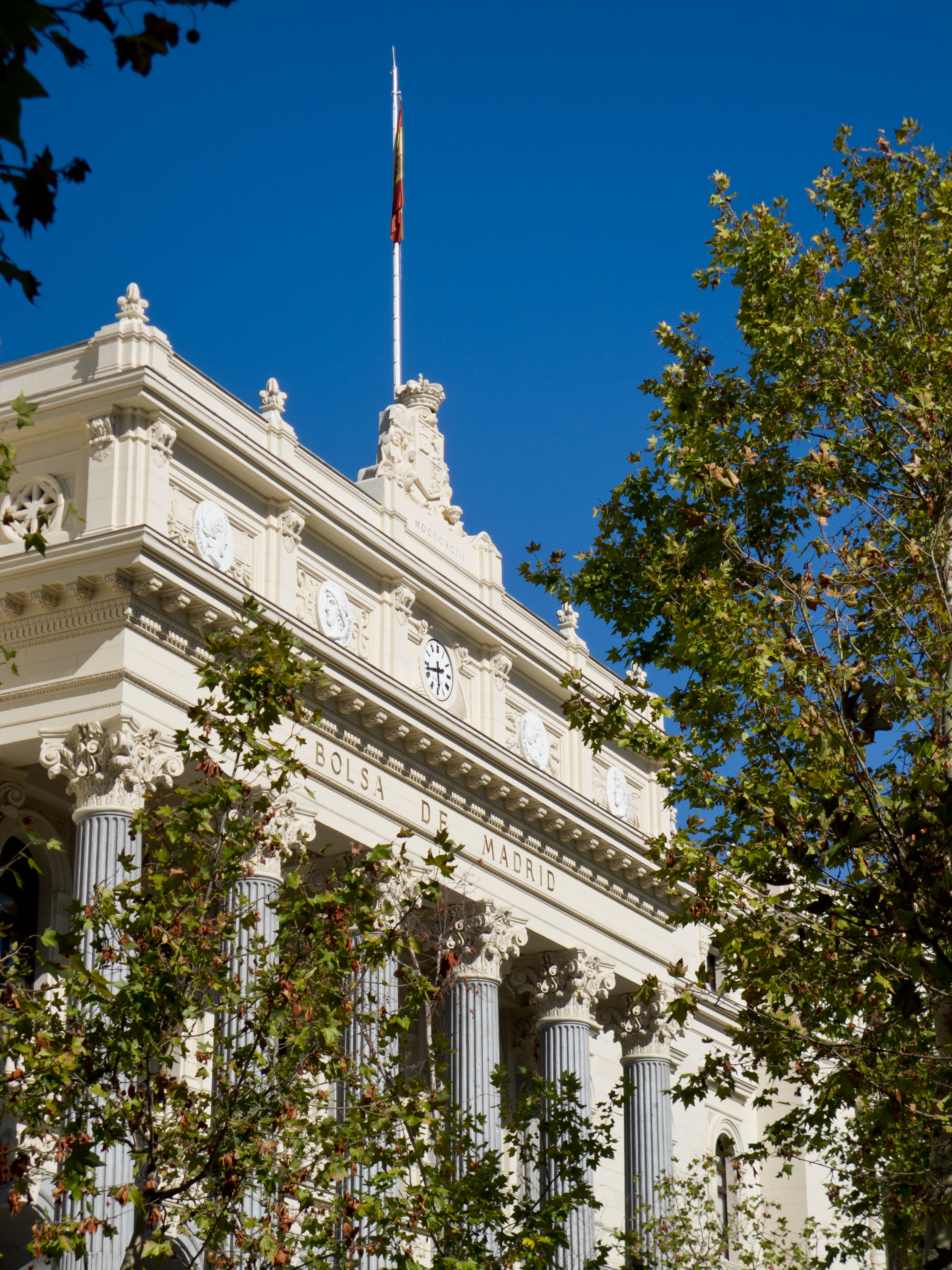
Palais de la Bourse de Madrid.